# 舟歌 (フォーレ)
舟歌（ふなうた、フランス語: Barcarolle）は、近代フランスの作曲家ガブリエル・フォーレ（1845年 - 1924年）が作曲したピアノ曲。全13曲。

## 舟歌とフォーレ

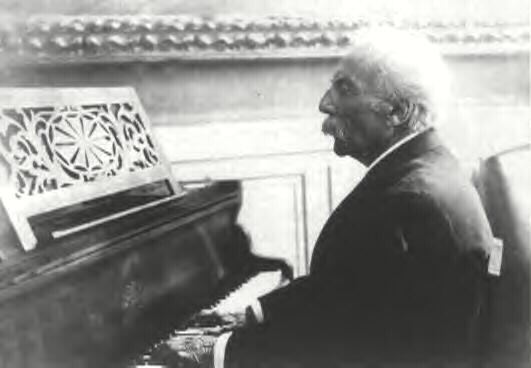
ピアノを弾くガブリエル・フォーレ

舟歌とはヴェネツィアのゴンドラ漕ぎの歌に由来する声楽曲または器楽曲で、ピアノ曲では夜想曲や幻想曲、即興曲と並ぶ楽種のひとつとなっている。
多くは6/8拍子や12/8拍子の複合拍子をとり、優しくゆったりとしたリズムの上にメロディーを乗せ、河や海を漕ぎゆく舟と揺れ動く波の雰囲気を表わす。
声楽曲ではシューベルトの歌曲が有名であり、ウェーバーやロッシーニ、オッフェンバックらのオペラ作品にも舟歌の様式を持つ音楽が用いられた。
器楽曲では、ショパン、メンデルスゾーン、チャイコフスキー、ラフマニノフらのピアノ作品がある。
こうした中で、ピアノのためにもっとも多く優れた舟歌を作曲したのがフォーレである。
フォーレの舟歌は、同様に13曲書かれた夜想曲とともに、彼の音楽活動ほぼすべての期間を通じて作曲されている。これらはフランス音楽史において、19世紀後半のロマン派後期から20世紀の近代主義へと移行する時代に書かれた。フォーレはまた、声楽作品の分野でもマルク・モニエの詩を用いた歌曲『舟歌』作品7-3（1873年ごろ）やポール・ヴェルレーヌの詩による『ヴェネツィアの5つの歌曲』（1891年）など舟歌の様式を用いた作品を残している。
フォーレが実際にヴェネツィアを訪れたのは舟歌第4番まで作曲後の1891年であるが、1881年に書かれた舟歌第1番のみならず、すでに述べたように創作最初期の歌曲から早くも舟歌の様式上の特徴が現れていることから、20世紀日本の音楽評論家美山良夫は「舟歌の様式はフォーレにとって最も日常的な世界であり、『舟歌』こそ人間フォーレを体現している」と述べている。
フォーレの音楽にしばしば舟歌の要素が見られることについては、フランスの哲学者ウラジミール・ジャンケレヴィッチ（1903年 - 1985年）も複合拍子の多用という点で舟歌的側面がフォーレの作品に具わっていると指摘している。ジャンケレヴィッチによれば、フォーレの作品の「舟歌的」側面は「夜想曲的」側面と「子守歌的」側面とともに、唯一の安らぎについての三つの様相を言い表したものであり、したがってフォーレの作品においては、曲に付けられた題名からジャンルや分野を明確に限定することは困難である。
ジャンケレヴィッチはさらに、フォーレの歌曲集『イヴの歌』（シャルル・ファン・レルベルグの詩による）から「生命の水」（第6曲）や古代ギリシアの哲学者タレスの言葉とされる「万物は水から生まれ、水に帰る」を引用しつつ、次のように述べている。

## 作風の変遷
| 番号   | 調性     | 拍子 | テンポ                   | 作曲年 | 区分   |
| ------ | -------- | ---- | ------------------------ | ------ | ------ |
| 第1番  | イ短調   | 6/8  | Allegretto Moderato      | 1881   | 第一期 |
| 第2番  | ト長調   | 6/8  | Allegretto quasi Allegro | 1885   | 第一期 |
| 第3番  | 変ト長調 | 6/8  | Andante quasi Allegretto | 1885   | 第一期 |
| 第4番  | 変イ長調 | 6/8  | Allegretto               | 1886   | 第一期 |
| 第5番  | 嬰ヘ短調 | 9/8  | Allegretto Moderato      | 1894   | 第二期 |
| 第6番  | 変ホ長調 | 6/8  | Allegretto vivo          | 1895   | 第二期 |
| 第7番  | ニ短調   | 6/4  | Allegretto Moderato      | 1905   | 第二期 |
| 第8番  | 変ニ長調 | 9/8  | Allegretto Moderato      | 1906   | 第三期 |
| 第9番  | イ短調   | 9/8  | Andante Moderato         | 1908   | 第三期 |
| 第10番 | イ短調   | 6/8  | Allegretto Moderato      | 1913   | 第三期 |
| 第11番 | ト短調   | 6/8  | Allegretto Moderato      | 1913   | 第三期 |
| 第12番 | 変ホ長調 | 6/8  | Allegretto giocoso       | 1915   | 第三期 |
| 第13番 | ハ長調   | 6/8  | Allegretto               | 1921   | 第三期 |

フォーレの創作期間は概ね三期に分けられ、ロバート・オーリッジによる区分によれば、第一期が1860年 - 1885年、第二期が1885年 - 1906年、第三期が1906年 - 1924年である。
舟歌をこれに当てはめると、第一期（第1番 - 第4番）、第二期（第5番 - 第7番）、第三期（第8番 - 第13番）となる。

### 第一期
第一期の舟歌の特徴としては、単純明快な和声進行とアルペジオ奏法が挙げられる。
叙情的な雰囲気とトリルやアルペジオなどの軽やかな装飾は、ショパンの影響を感じさせる。また、第3番の高音域の6連音符などはリストのピアノ作品を思わせる部分である。

### 第二期
第二期では和声法に変化が見られ、属和音から主和音への移行という古典的な「完全終止」(V - I)よりも、下属和音から主和音への「変格終止」(IV - I)が重視されるようになる。さらに、第一期の波打つような拍子から第二期では機械的ともいえるような旋律へと変化し、タイを多用してアクセントの位置をずらす書法が目立つ。
これらによって、以前の優雅で貴族的な雰囲気から離れて、大胆なアクセントの使用によるダイナミクスの広がりを特徴とし、興奮と力強い表出力を曲中に織り込んだ。
とくに舟歌第5番は、第二期の3曲に限らずフォーレの舟歌全曲中でも重要である。

### 第三期
第三期に至ると、余分な装飾が省かれて簡潔さが前面に現れるようになり、機能和声からの逸脱によって調性は曖昧となり、印象派的な響きをもたらした。教会旋法の使用も認められる。
分散和音と付点音符の特徴的な使用によって、旋律をとくに美しく際だたせることにも成功している。
1907年から1912年まで、フォーレはギリシア神話の『オデュッセイアー』を題材にとったオペラ『ペネロープ』に取り組んでおり、同じ時期に作曲された舟歌（第7番 - 第11番）や夜想曲（第9番、第10番）には同オペラとの関連が見られる。
とくに第8番から第11番までの4曲は、一種の荘重さと暗い性格、激しいアクセント、単一主題の展開、律動的な短い動機が対置される点で共通しており、「第5番とともに、一連の力強く印象深い作品群」（オーリッジ）、「第5番の舟歌とともに、フォーレの残した13曲の舟歌のうち最も充実したもの」（ネクトゥー）と評価されている。
第12番と第13番の舟歌は、穏やかで静かに過去の幸福を回想するような曲調で共通する。

## 各曲について

### 第1番 イ短調 作品26
アレグレット・モデラート 6/8拍子
1881年ごろ作曲され、同年、アメル社より出版。初演は1882年12月9日、国民音楽協会の演奏会でサン＝サーンスの独奏による。モンティニ＝レモリ夫人に献呈された。
A-B-A' の三部形式であり、このうちAの部分はさらに細かくa-b-a' という構成を取る。Aでは内声部にメロディーが配置され、高域と低声部にちりばめられた和声内の音によって、主旋律にベールをかけたような雰囲気を表現する。フォーレはこの手法を好んで用いた。
3つの主題からなり、冒頭に現れる穏やかなリズムが全体を貫いている。このような特徴は、同じころに作曲された即興曲第1番と共通する。フォーレと親しく、舟歌第9番の初演者でもあったピアニストマルグリット・ロンは、この曲について「舟歌第1番は、心に幾度となく浮かんでは消える波の歌を、そして海原の力強い歌を歌う」と述べている。

### 第2番 ト長調 作品41
アレグレット・クアジ・アレグロ 6/8拍子
1885年8月、フォーレの父トゥサン＝トノレの死（7月25日）から間もない時期に作曲された。翌1886年、アメル社より出版。初演は1887年2月19日、国民音楽協会の演奏会でマリ・ポワトヴァンの独奏による。初演者のポワトヴァンに献呈された。
舟歌第2番について、ジャンケレヴィッチは「春の朝のように、新鮮で、若々しく、明るい曲」と述べている。
フォーレの舟歌の中では華やかで外向的な表現が顕著であり、リスト的と評されることもある。1882年にフォーレはチューリヒでリストに会って自作の『バラード』（作品19）を献呈していた。

### 第3番 変ト長調 作品42
アンダンテ・クアジ・アレグレット 6/8拍子
1885年、舟歌第2番に続いて作曲され、翌1886年、アメル社より出版。初演については不詳である。ロジェ＝ジュルダン夫人アンリエットに献呈された。
作品の性格は第2番と異なり、より抑制的で洗練された書法となっている。
舟歌第3番についてジャンケレヴィッチは、フォーレが変ト長調というフラットの多い調を選んだのは、フェルトのように柔らかでふくよかな響きを求めたからだと述べており、マルグリット・ロンは「もの悲しく優しい旋律は、夢想の柔らかい影を投げかける。（中略）揺れ動くリズムは、歌うフレーズとともに、作品に生命を与えている感覚の明らかな自在さの中に飛翔していく」と述べている。

### 第4番 変イ長調 作品44
アレグレット 6/8拍子
1886年に作曲され、翌1887年、アメル社より出版。初演については不詳である。作曲家エルネスト・ショーソン夫人ジャンヌに献呈された。1886年秋にフォーレは国民音楽協会の会計担当となり、ショーソンは書記に選ばれている。
舟歌第2番、第3番と比べると簡潔で短い。なお、前記オーリッジの区分では舟歌第4番の作曲年は第二期に属すが、作品全体の様式との整合性、一貫性の点から第一期に入るべき作品と見なされる。

### 第5番 嬰ヘ短調 作品66
アレグレット・モデラート 9/8拍子
1894年9月18日完成。同年アメル社より出版。初演は1896年5月2日、国民音楽協会の演奏会でレオン・ドゥラフォスの独奏による。ヴァンサン・ダンディ夫人に献呈された。
舟歌第4番から第5番までの8年間、フォーレは舟歌のみならずピアノ曲をまったく書いていない。
第5番では、それまでの三部形式に代わって、ロンド形式を用いている。
両手にわたって奏される第1主題と変ト長調（主調である嬰ヘ短調のエンハーモニック調）のアルペジオによって装飾される第2主題との調性、リズム、色彩感が対比される。
また、アクセントの意図的なずらしの書法によって斬新な音楽性と力強い効果を生み出しており、95小節から98小節にわたって長2度の同一音型の反復進行によってダイナミクスの幅を広げていく手法は、フォーレが「和声の階段」と名付けてよく用いたものである。
舟歌第5番は、同時期に書かれた夜想曲第6番（作品63）とともにフォーレの創作第二期の開始を告げる一対の作品といえるが、曲想は対照的であり、舟歌第5番は力感と運動性を特徴とするのに対し、夜想曲第6番は清澄な雰囲気を示す。
ネクトゥーやフランスのピアニストアルフレッド・コルトーは、13の夜想曲中の第6番、13の舟歌中の第5番をそれぞれ各曲集の中でももっとも重要で優れた作品とする。
また、ジャンケレヴィッチは、舟歌第5番が嬰ヘ長調で終わることについて、同じ調を採る『バラード』（作品19）と同様に甘美な「夜の時間」を表していると述べる。

### 第6番 変ホ長調 作品70
アレグレット・ヴィヴォ 6/8拍子
1895年作曲。1896年にメツラー社、アメル社からそれぞれ出版。初演は1897年4月3日、国民音楽協会の演奏会でエドゥアール・リスレの独奏による。初演者のリスレに献呈された。
舟歌第5番に比べ、外向的で直截的な表現を特色とするが、第二期特有の精巧な工夫が見られる点で第5番と共通する。

### 第7番 ニ短調 作品90
アレグレット・モデラート 6/4拍子
1905年8月11日 - 14日作曲。1906年にウージェル社より出版。初演は1906年2月3日、サル・エラールでアルノルト・ライトリンガーの独奏による。イシドル・フィリップ夫人に献呈された。
チューリヒで作曲され、8月14日付の手紙でフォーレは作品の完成を告げている。この年、フォーレはパリ音楽院の院長に就任し、彼の創作様式は第三期を迎えることになる。
舟歌第7番のとぎれがちなフレーズは、フォーレの作風の新たな展開を予告するものである。
この曲は「ル・フィガロ紙」のクリスマス特集のために作曲されたもので、マルグリット・ロンによれば、フォーレは「これは大変な名誉なんだ。なぜなら、この特集号は世界中に読まれるからね」と皮肉まじりに語ったという。
1895年にフォーレはフィガロ紙の連載執筆者として候補に挙げられたが、エミール・ゾラに支援された作曲家アルフレッド・ブリュノーにその座を奪われていた。

### 第8番 変ニ長調 作品96
アレグレット・モデラート 9/8拍子
1906年に作曲され（1908年説もある）、1908年にウージェル社より出版。初演は1906年1月12日（ネクトゥーは1907年としている）、国民音楽協会の演奏会でエドゥアール・リスレの独奏による。アルフレッド・ブリュノー夫人シュザンヌに献呈された。
単一の楽想から構成され、力強く粗野に感じられるほどの終結法やヘミオラの効果が追求されるのは、この時期のフォーレの作品に共通した表現である。音階的パッセージを多用していることも特徴として挙げられる。
ネクトゥーは、「オペラ『ペネロープ』（1912年完成）と同時期に制作されたことから、第8番の輝きに満ちた最後のフォルティッシモはユリース（オデュッセウス）の姿を思わせ」ると述べている。

### 第9番 イ短調 作品101
アンダンテ・モデラート 9/8拍子
1908年から1909年にかけて作曲され、1909年にウージェル社より出版。初演は1909年3月30日、サル・エラールにおいてマルグリット・ロンの独奏による。シャルル・ネフ夫人に献呈された。
単一主題による構成や装飾的な音階的パッセージなど舟歌第8番と共通した特徴を持ち、フォーレの舟歌の中でももっとも魅力的な曲の一つ。
舟歌第9番についてコルトーは「この曲の中には、往時の幸福のノスタルジックな反響といったものがある」、初演者のロンは「私が好むのは、おそらくヴェネツィアのノスタルジックな素描のためでしょう。（中略）この曲には、ヴェネツィアのビジョンの反映があります」と述べている。
ネクトゥーは、「水夫の歌が聞こえる第9番は『ペネロープ』第2幕の前奏曲に似た格調の高い作品となっている」と述べている。

### 第10番 イ短調 作品104/2
アレグレット・モデラート 6/8拍子
1913年8月から10月にかけて作曲され、同年デュラン社より出版。初演は不詳である。レオン・ブリュム夫人に献呈された。
1913年にフォーレはウージェル社との出版契約を打ち切って新たにデュラン社と契約を交わしており、舟歌第10番はこの契約に応える形で作曲された。夜想曲第11番（作品104/1）と対となる作品であり、舟歌、夜想曲ともに前作から4年以上の間隔が空いているのは、この間にフォーレがオペラ『ペネロープ』の作曲に集中していたためである。コルトーは、舟歌第10番について「くすんだ色合いのスケッチの中に、初期の舟歌が持っていた官能的な陶酔やものうげな優雅さなどを探し求めるのは適当でない」、「灰色に灰色を重ねる単一な調子の持つメランコリー」と述べている。

### 第11番 ト短調 作品105
アレグレット・モデラート 6/8拍子
1913年から1914年にかけて作曲され、1914年デュラン社より出版。初演は不詳である。ラウラ・アルベニス（作曲家イサーク・アルベニスの娘）に献呈された。
ヨーロッパが第一次世界大戦に向かい、フォーレ自身も聴覚障害に悩まされるようになっていたこの時期には、夜想曲第11番（作品104/1）や歌曲集『閉ざされた庭』（作品106）など一連のレクイエム的作品が生み出されており、舟歌第11番もその同一線上にある作品と見られる。舟歌第8番と同様に力強い表現が特徴となっているが、カノン風の模倣を用いたコーダには透明感と清澄さがある。

### 第12番 変ホ長調 作品106bis
アレグレット・ジョコーソ 6/8拍子
1915年8月中旬から9月15日にかけて作曲され、1916年デュラン社より出版。初演は1916年11月13日、ジャック・デュラン演奏会においてルイ・ディエメの独奏による。初演者のディエメに献呈された。作品番号は105-2の表記もある。
夜想曲第12番と同じ時期に作曲されており、舟歌第10番、夜想曲第11番と同様に一対の作品として構想されたと見られる。この2曲以降、第一次世界大戦中の1915年から1918年にかけて、フォーレはピアノ作品や歌曲をまったく作曲していない。舟歌第12番は、フォーレ第三期の様式ながら以前のような息の長い主題旋律やコーダの付いた明確な三部形式に戻っており、オーリッジやネクトゥーはこの作品の主題がかなり前に書かれたものではないかと推測している。

### 第13番 ハ長調 作品116
アレグレット 6/8拍子
1921年2月10日ごろから同月21日にかけて作曲され、同年デュラン社より出版。初演は1923年4月28日、国民音楽協会の演奏会でブランシュ・セルヴァの独奏による。A・スーン・グメリウス夫人に献呈された。
最後の舟歌第13番について、西本は穏やかで清楚なA、転調を繰り返すB、教会旋法的な扱いが見られるCによるA-B-A'-C-A''のロンド形式とするが、美山は三部形式としている。
美山によれば、様式的に第13番は第12番と類似しており、拡大された中間部では劇的な表情を見せるが、両端部と同じリズム型を用いることで密接な内的関連性が与えられているとする。
マルグリット・ロンによれば、フォーレは「ピアノ五重奏曲第2番の二つの楽章の間に書かれた小さなピアノ曲」と語ったという。とはいえ、同じ年に夜想曲第13番が作曲されており、厳格な声部書法を見せている点では、最後の夜想曲の方に室内楽的なイディオムが色濃く現れているといえる。